# Cinnamomum pingbienense
Cinnamomum pingbienense är en lagerväxtart som beskrevs av Hsi Wen Li. Cinnamomum pingbienense ingår i släktet Cinnamomum och familjen lagerväxter. Inga underarter finns listade i Catalogue of Life.